# Салман ибн Абдул-Азиз Аль Сауд (род. 1982)
Салман бин Абдель Азиз Аль Сауд (араб. سلمان بن عبد العزیز آل سعود‎; родился 1 ноября 1982 года) — член королевской семьи Саудовской Аравии. С января 2018 года содержится под стражей без объяснения причин в рамках чистки, проводимой наследным принцем Саудовской Аравии Мухаммедом бен Салманом в 2017–2019 годах.

## Ранние годы и образование
Родился в Эр-Рияде 1 ноября 1982 года. Входит в младшую ветвь саудовской династии — Аль Кабир. Его мать — принцесса Нуф бинт Абдулла бин Абдул Рахман — дочь Абдулла бин Абдул Рахман, младшего брата короля Абдель Азиза, основателя Саудовской Аравии. Его отец — принц Абдель Азиз бин Салман бин Мохаммед Аль Сауд,  прадед, Мохаммед бин Сауд, был сыном Нуры бинт Абдул Рахман и Сауда Аль Кабира.
Получил начальное образование в школе Неджд в Эр-Рияде и окончил Университет короля Сауда, где изучал право. Закончил аспирантуру Оксфордского университета и получил степень магистра международного права в Университете Сент-Клементс. Также получил степень доктора международного права в Университете Париж-Сорбонна. Его докторская диссертация Problèmes de base du droit des entreprises en difficulté: Etude comparée droit français-droit saoudien была посвящена сравнительному анализу французского и саудовского делового права.
Кроме родного арабского, владеет английским и французским языками.

## Бизнес
В 2015 году основал Buonasera Ltd — частную авиационную компанию и одну из крупнейших компаний по чартеру яхт на юге Франции. Ему принадлежат 6 яхт типа Mega Lürssen.  Владеет нефтяным и строительным бизнесом в Саудовской Аравии и ряде других стран.

## Арест
В январе 2018 год был задержан а в рамках чистки в Саудовской Аравии 2017–2019 годов. Отец Салмана также был арестован через два дня после сына. Близкие к нему люди рассказали Washington Post, что его вызвали во дворец посреди ночи, а по прибытии избили и арестовали. По словам его парижского адвоката Эли Хатема, по состоянию на ноябрь 2018 года Салман и его отец все еще не были освобождены, и по состоянию на октябрь 2018 года ни одному из них не были предъявлены обвинения и ни один из них не предстал перед судом. Адвокат и семья двух принцев подтвердили, что против них нет никаких подозрений в коррупции, и подчеркнули, что их задержали, потому что они открыто выражали свое мнение.
Источники, близкие к Салману, сообщили The Washington Post, что, по их мнению, наследный принц Мухаммед бен Салман питает «личную неприязнь» к Салману
Салман и его отец содержались в тюрьме Аль-Хаир. Его адвокат контактировал с президентом Франции Эммануэлем Макроном и министром иностранных дел Франции Жан-Ивом Ле Дрианом, пытаясь добиться освобождения задержанных. Несколько членов королевской семьи выступили в поддержку усилий Макрона. Самым активным был принц-миллиардер Аль-Валид бин Талал, который все еще находился под домашним арестом. После убийства журналиста Джамаля Хашогги 2 октября 2018 года семьи задержанных выразили серьезную обеспокоенность их судьбой, поскольку не имели о них никаких новостей с тех пор, как  их вызвали в Королевский дворец.

## Личная жизнь
Женился на дочери короля Абдаллы Орайб бинт Абдалла (Oraib bint Abdullah). Она является кровной сестрой принца Турки бин Абдаллы, находящегося под стражей с ноября 2017 года и Мишааля бин Абдаллы.
В феврале 2017 года состояние принца Салмана оценивалось в 2,7 миллиарда долларов США.  Коллекционирует произведения искусства. Увлекается скачками, соколиной охотой и верблюжьими бегами.